# Takis Ikonomopoulos
Panagiotis Ikonomopoulos, conhecido por Takis Ikonomopoulos (grego: Παναγιώτης (Τάκης) Οικονομόπουλος; Caliteia, 19 de outubro de 1943 – Atenas, 10 de fevereiro de 2025), foi um goleiro de futebol grego.

## Biografia
Em 1963, um mês após o treinador Stjepan Bobek chegar ao Panathinaikos, Takis Ikonomopoulos foi contratado junto ao Proodeftiki. 
Ele foi apelidado de "O Pássaro" por seus mergulhos impressionantes e teve uma gloriosa carreira usando as cores do Panathinaikos.
Enquanto jogava pelo Panathinaikos, ele conseguiu o feito de não sofrer um único gol por 1 088 minutos (num período de 13 jogos consecutivos). O recorde abrangeu de 17 de janeiro de 1965 até 9 de maio de 1965. O recorde de Takis Ikonomopoulos coloca-o na posição de número 19 no ranking de maior tempo sem sofrer um gol.
Seu principal jogo pelo Panathinaikos foi a final da Liga dos Campeões de 1971 contra o Ajax, o Panathinaikos acabou perdendo por 2-0. Ele jogou toda a competição européia usando a camisa de seu ídolo, José Angel Iribar, detentor do legendário apelidado de "El Txopo" do Athletic Club de Bilbao e da seleção espanhola, ele pegou a camisa depois de um jogo entre Espanha e Grécia em 1970.
Além de Proodeftiki e Panathinaikos, Ikonomopoulos também jogou no Apollon Atenas e Panachaiki. Depois de se aposentar como jogador de futebol, ele passou a trabalhar no Panathinaikos como treinador de goleiros.
Em 2002, Takis Ikonomopoulos tornou-se responsável pela primeira equipe do Panathinaikos durante as quatro últimas partidas da temporada - depois que o treinador Sergio Markarian foi impedido de entrar em qualquer estádio por 40 dias após um incidente em um jogo contra o Olympiakos.

## Morte
Takis morreu no dia 10 de fevereiro de 2025, aos 81 anos.